# 석전중학교
석전중학교(石田中學校)는 대한민국 경상북도 칠곡군 왜관읍 석전리에 있는 공립 중학교이다.

## 학교 연혁
- 2000년 6월 2일 : 석전중학교 설립인가
- 2003년 3월 5일 : 제1회 입학식 (신입생 148명)
- 2016년 8월 18일 : 석송관(다목적 강당) 준공
- 2022년 8월 1일 : 용지관(레슬링장) 준공
- 2024년 2월 6일 : 제19회 졸업식(졸업생 96명, 누계 2,646명)
- 2024년 3월 1일 : 제11대 권정인 교장 취임
- 2024년 3월 4일 : 제22회 입학식(신입생 91명)

## 참고 자료
- 석전중학교 - 한국교육학술정보원 학교알리미